# Chrysodeixis furihatai
Chrysodeixis furihatai là một loài bướm đêm trong họ Noctuidae.